# نانايا

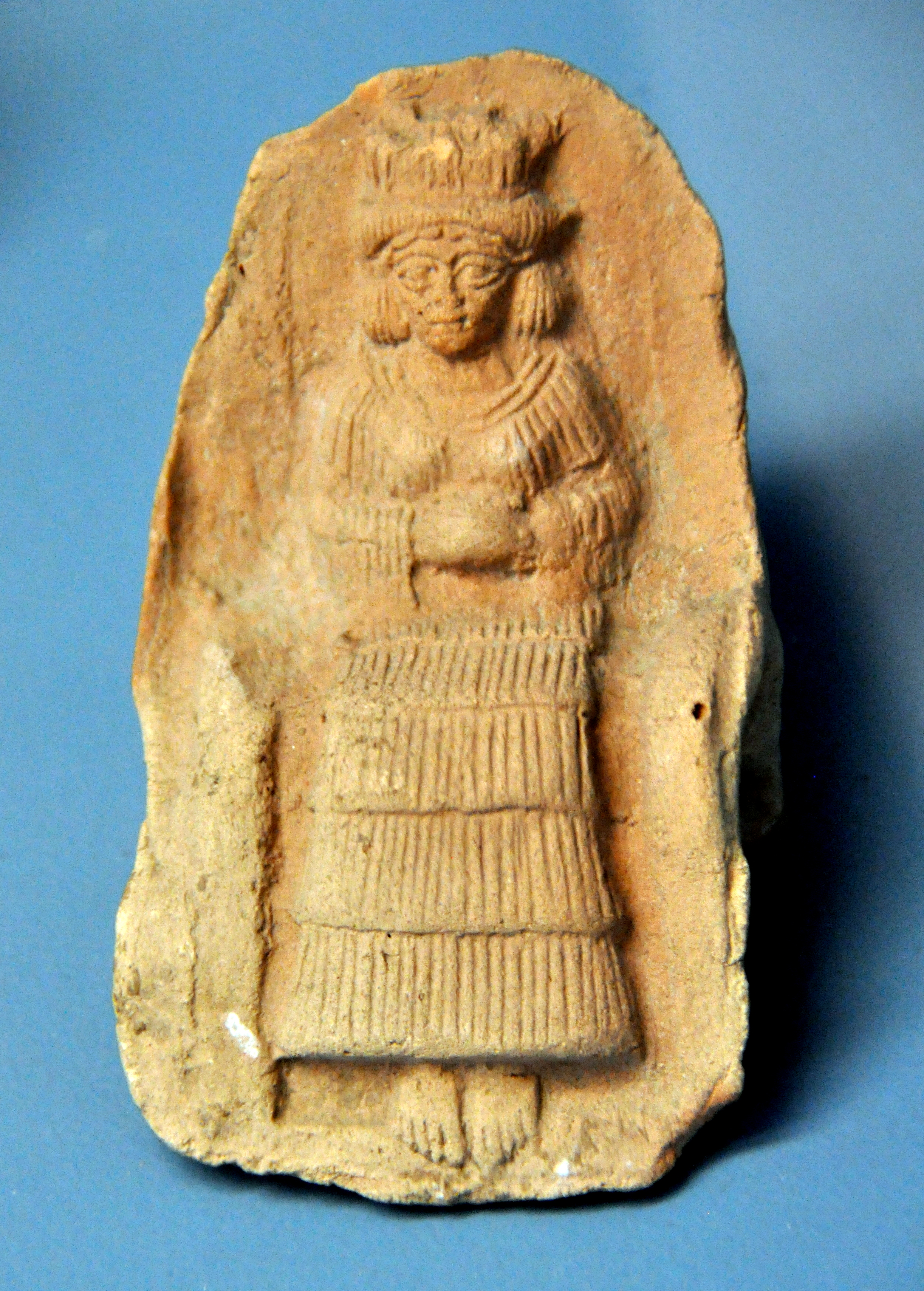
منحوتة طينية للإلهة نانايا من مدينة جيرسو تعود للعصر الكاشي، موجودة حالياً في متحف إسطنبول الأثري.

نانايا (باللغة السومرية: 𒀭𒈾𒈾𒀀) هي إحدى إلهات بلاد الرافدين عبدها السومريين والأكديين وعرفت بكونها تجسيد للشهوة الجنسية والحرب. تم التوفيق بينها وبين إنانا وكانيسورا وبدأت طائفتها في الوركاء وكيش وثم انتشرت إلى الأماكن المجاورة في عيلام والشام ومصر وحتى أرمينيا. دمجت بعد ذلك مع إنانا وعرفت بكونها إحدى أشكالها.